# Madalena de Brandemburgo (1460–1496)
Madalena de Brandemburgo (em alemão:  Magdalena; Tangermünde, 1460 – Castelo de Hohenzollern, 17 de junho de 1496) foi uma nobre alemã. Ela foi marquesa de Brandemburgo por nascimento e condessa de Hohenzollern como esposa de Eitel Frederico II de Hohenzollern.

## Família
Madalena foi a única filha nascida de Frederico de Altmark, Marquês de Brandemburgo e Senhor de Altmarck, da Casa de Hohenzollern, e de Inês de Pomerânia-Wolgast.
Os seus avós paternos eram o eleitor Frederico I de Brandemburgo e Isabel da Baviera. Os seus avós maternos eram o duque Barnim VIII da Pomerânia e Ana (também chamada de Inês) de Wunstorf.

## Biografia
Na data de 17 de fevereiro de 1482, Madalena, que tinha por volta de 22 anos, se casou com o futuro conde Eitel Frederico, que tinha cerca de 30 anos de idade, no Palácio da Cidade de Berlim. Ele era filho do conde Jó Nicolau I de Hohenzollern e de Inês de Werdenberg-Heiligenberg. A união matrimonial formou uma conexão importante para a Casa de Hohenzollern, pois serviu para fortalecer o laço entre os ramos da Suábia e de Brandemburgo da casa real, já que ambos pertenciam à mesma casa.
Eles tiveram seis filhos, três meninos e três meninas. Assim, o conde e a condessa foram os ancestrais das linhagens de Hohenzollern-Hechingen e de Hohenzollern-Sigmaringen.
A condessa Madalena faleceu no dia 17 de junho de 1496, com aproximadamente 36 anos, e foi enterrada na Igreja Colegiada de São Jaime, em Hechingen. Uma placa próxima ao altar, esculpida por Peter Vischer, o Velho, mostra Madalena e o marido usando roupas alemãs tradicionais, com uma medalha da Ordem de Nossa Senhora do Cisne pendurada no pescoço dela, além de um cachorro aos seus pés (um símbolo da lealdade feminina). A placa no túmulo é considerada uma obra de arte importante na cidade de Henchingen.

## Descendência
- Francisco Wolfgang (1483/84 – 16 de junho de 1517), conde de Haigerloch. Foi casado com Rosina de Baden, com quem teve seis filhos;
- Vandelberta (c. 1484 – 1553), foi esposa do conde Alberto III de Hohenlohe-Weikersheim, mas não teve filhos;
- Joaquim (1485/86 – 1538), marido de Anastácia de Stoffeln;
- Maria Salomé (1488 – 1548), esposa do conde Luís XV de Oettingen;
- Eitel Frederico III (1494 – 15 de janeiro de 1525), sucessor do pai. Foi marido de Joana de Witthem, com quem teve sete filhos;
- Ana (1496 – 1530), uma freira.